# Jan Ripple
Jan Ripple (1955) è una triatleta statunitense.

## Carriera
È nota per aver vinto la medaglia d'argento nella prima rassegna mondiale di triathlon svoltasi ad Avignone (Francia) nel 1989 con un tempo di 2:10:32, alle spalle della campionessa neozelandese Erin Baker (2:10:00) e davanti alla connazionale Laurie Samuelson (2:12:48).
Nel 1987 si classifica 2º assoluta ai campionati nazionali statunitensi di Hilton Head con un tempo di 2:05:05, alle spalle di . Kirsten Hanssen (2:00:35) e davanti a Joy Hansen (2:06:10). A quella rassegna iridata partecipò tra gli uomini il futuro 7 volte campione del Tour de France, Lance Armstrong, giunto 8º tra gli uomini.
Nel 1989 si laurea campionessa statunitense di triathlon a Chicago, tagliando il traguardo con un tempo di 1:59:39, davanti a due triatlete che diventeranno leggenda in questo sport, Karen Smyers (2:00:47) e Paula Newby-Fraser (2:02:26).
Nel 1990 ai campionati nazionali statunitensi di Cleveland, vinti da Karen Smyers con un tempo di 1:50:57, si classifica 4º assoluta (1:52:43) dietro a Joy Hansen (1:51:33) e a Colleen Cannon (1:52:14).
L'anno successivo nella rassegna nazionale che si è svolta sempre a Cleveland e che è stata vinta nuovamente da Karen Smyers (1:54:53) davanti a Joy Hansen (1:57:45), sfiora nuovamente il podio arrivando alle spalle di Melissa Mantak (1:57:56) con un tempo di (1:58:06). Sempre nel 1991 partecipa ai mondiali di Gold Coast, vinti dalla canadese Joanne Ritchie, arrivando 10°assoluta.
Nel 1992 si classifica 4º assoluta nella gara di coppa del mondo di Las Vegas. Nel 1993 arriva 6º assoluta nelle gare di Los Cabos e di Amakusa.

## Titoli
- Campionessa statunitense di triathlon (Élite) - 1989